# Constant le Marin
Henri Herd, dit Constant le Marin, né le 2 août 1884 à Liège et mort le 4 novembre 1965 dans la même ville, était un lutteur professionnel belge qui remporta plusieurs compétitions internationales de lutte gréco-romaine et fut quatre fois champion du monde.

## Biographie

### Champion de lutte

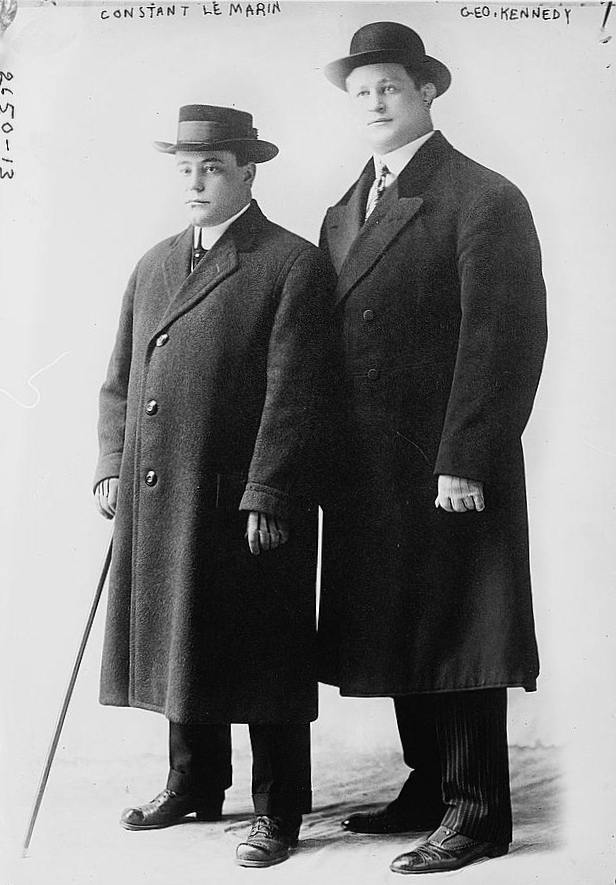
Constant Le Marin (à droite) en compagnie du promoteur sportif George Kennedy, vers 1910

Né rue Porte-aux-Oies, dans le quartier d'Outremeuse, au sein d'une famille de onze enfants dont les parents d'origine prussienne exploitent un café populaire, Henri Herd se passionne pour les exploits du lutteur namurois Constant Lauvaux dit « Constant le Boucher ».
Il commence sa formation dans une petite salle de la rue Pierreuse à Liège en 1901 avec pour entraîneur Jules Depireux puis, dès 1903, se lance dans les compétitions sportives d'une discipline aux règles encore indécises. Il livre son premier combat professionnel à l'occasion de l'Exposition universelle de 1905 de Liège, où pour la première fois il utilise le pseudonyme de « Constant Le Marin », en honneur de son idole et dans l'intention de voyager au-delà des mers comme un marin.
Il obtient la troisième place au championnat d’Europe de 1906 au Casino de Paris, puis la seconde en 1907. En 1910, il obtient la consécration internationale en en battant le Français Paul Pons - dit « le Colosse » - devant 35 000 spectateurs à Buenos Aires : après un combat long de quatre heures, il décroche sa première Ceinture d'Or, suivie d'une seconde en 1913. Durant cette période, il pérégrine à travers le monde pour participer aux combats rémunérés de l’époque, remportant de prestigieux tournois au Canada et en Amérique du Sud.

### Héros de guerre

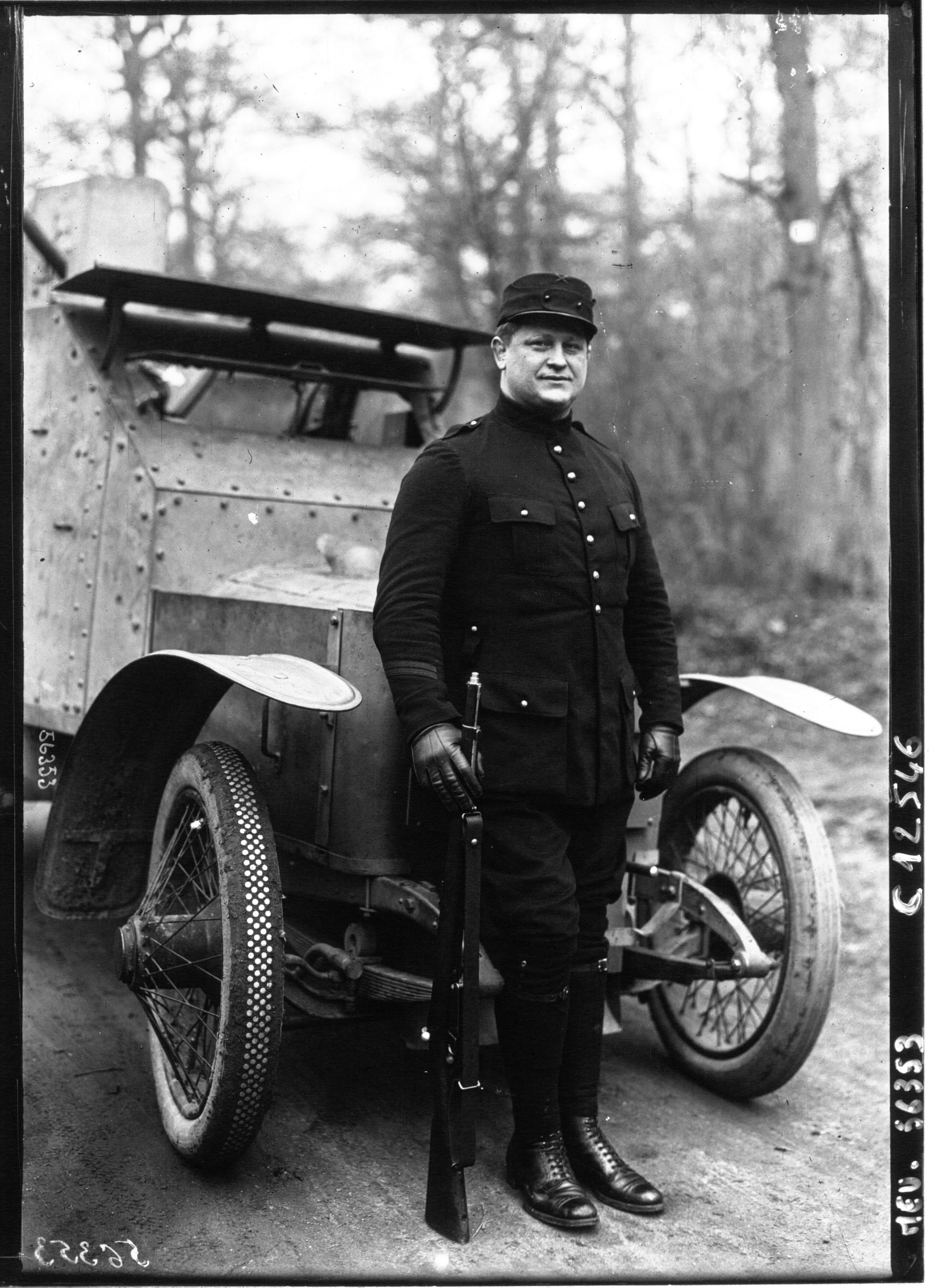
Constant le Marin en uniforme militaire belge, vers 1914

Durant la Première Guerre mondiale, Henri Herd participe comme maréchal des logis engagé volontaire à la campagne du Corps expéditionnaire belge des autos-canons-mitrailleuses sur le Front de l'Est, en compagnie du poète Marcel Thiry et de Julien Lahaut, futur leader communiste belge. D'une stature impressionnante et d'une pugnacité remarquable, il se distingue auprès des troupes impériales Russes en montant à l'assaut en criant « On va leur couper la tête ! ». Il reçoit neuf citations et est décoré à cinq reprises dont quatre fois de la Croix de Saint-Georges.
Après les péripéties de cette expédition au cours de laquelle il est blessé à de multiples reprises, il rentre en Belgique en 1918, invalide de guerre.

### Fin de carrière

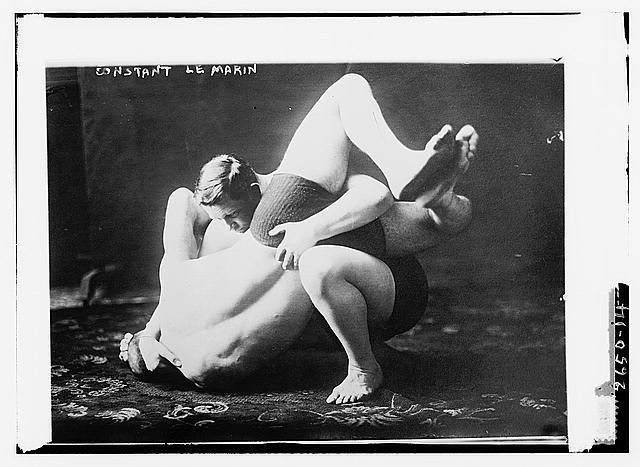
Constant le Marin lutte, vers 1910

Au terme d'une revalidation personnelle, il parvient à décrocher un titre de champion du monde le 15 mars 1921 à Paris puis encore en 1924 à Buenos Aires, effectuant à cette époque des tournées dans le monde entier. Lorsqu'éclate la Seconde Guerre mondiale, refusé par l'armée belge en raison de son âge, il se réfugie en France où il s’occupe ensuite d’un centre de réfugiés avant de quitter Bordeaux pour migrer en Argentine. Il est de retour à Liège en 1946, où il vit paisiblement comme propriétaire d'un café - « Le Café des Lutteurs » - situé en Outremeuse, au sous-sol duquel il dispense des cours de lutte gréco-romaine.

## Postérité

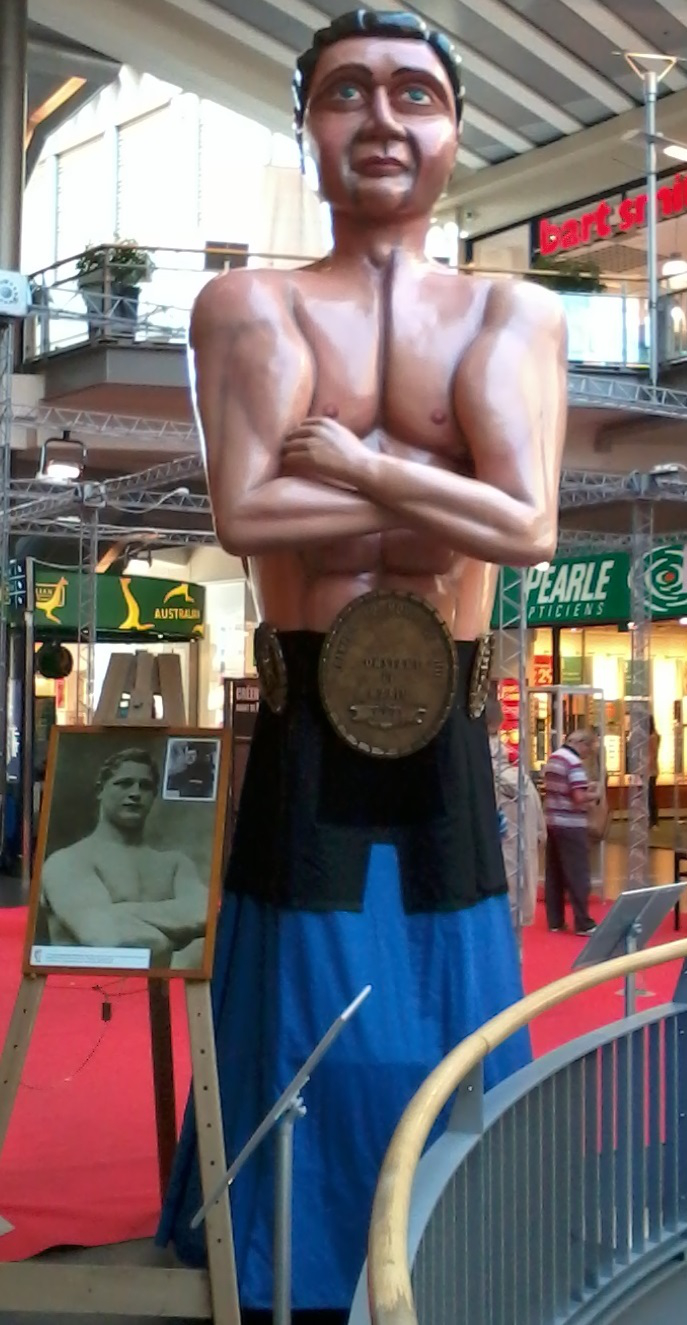
Géant de Constant le Marin, juillet 2014

Henri Herd meurt le 4 novembre 1965. Le 14 août 1988, lors des cérémonies du 15 août en Outremeuse, une plaque commémorative est apposée en son honneur rue Puits-en-Sock no 97 au-dessus de l'årvô (passage voûté) menant à la rue Jean Warroquiers par le bourgmestre de Liège Édouard Close.
En 2014, un géant à son effigie est intégré au cortège folklorique des cérémonies annuelles du 15 août en Outremeuse.